# Alpe Tre Potenze
L'Alpe Tre Potenze (1.940 m s.l.m.) è una montagna dell'Appennino Tosco-Emiliano. La vetta sovrasta il Lago Nero ed il Lago Piatto. Dal punto di vista orografico costituisce la testata d'angolo fra la Valle del Sestaione, la Val Fegana e la Val di Luce, tra i monti Gomito e Femminamorta e la Foce di Campolino.
Fino al 1936 (anno in cui la val di luce, fino ad allora in territorio modenese, è stata inclusa nel neocostituito comune di Abetone), la montagna costituiva il confine fra tre province, quelle di Pistoia, di Lucca e di Modena. Il suo nome deriva proprio dal fatto che essa segnava il confine fra tre antiche potenze, ovvero il Granducato di Toscana, il Ducato di Modena ed il Ducato di Lucca.
Ai suoi piedi, nella valle del Sestaione, sono situati la Riserva naturale Campolino e l'Orto Botanico Forestale dell'Abetone; da lì inizia il sentiero CAI n° 104, che sale proprio fino all'Alpe Tre Potenze. La cima è raggiungibile anche dal Monte Gomito, partendo dagli impianti di risalita della Val di Luce, in 30 minuti di cammino tutto sul crinale.
Sulla riva del Lago Nero è presente un rifugio alpino CAI, il Rifugio Lago Nero, con bivacco sempre aperto.

## Storia
L'Alpe sorge in prossimità del Passo di Annibale, così chiamato perché il condottiero cartaginese sarebbe passato da questo luogo nella sua epica avanzata verso Roma. 
Poco sotto la vetta dell'Alpe Tre Potenze, tra la Valle del Sestaione e la Val di Luce, si trova l'antico Passo della Vecchia, dal quale nei secoli XVII e XVII sono transitati grossi tronchi di abete e di faggio provenienti dalle foreste di Abetone e di Cutigliano. Il legname era diretto verso il Passo di Annibale e la Valle delle Tagliole. Dopo aver toccato il Lago Baccio, veniva trasportato in Garfagnana, presso Barga o Coreglia, e da lì, caricato su zatteroni, veniva fatto fluitare nel fiume Serchio per raggiungere il mare. Infine, risalendo il fiume Arno, i tronchi arrivavano all'arsenale di Pisa per essere trasformati in alberature e fasciame delle navi granducali ed in lunghi remi: infatti la via si chiamava Via dei remi.
Sempre sotto la cima dell'Alpe Tre Potenze, in Val Fegana, vicino a Foce a Giovo, in Pian di Bendormi, hanno bivaccato gli eserciti Napoleonici nella loro discesa in Toscana, verso la Lucchesia, durante la campagna d'italia.

## Galleria d'immagini

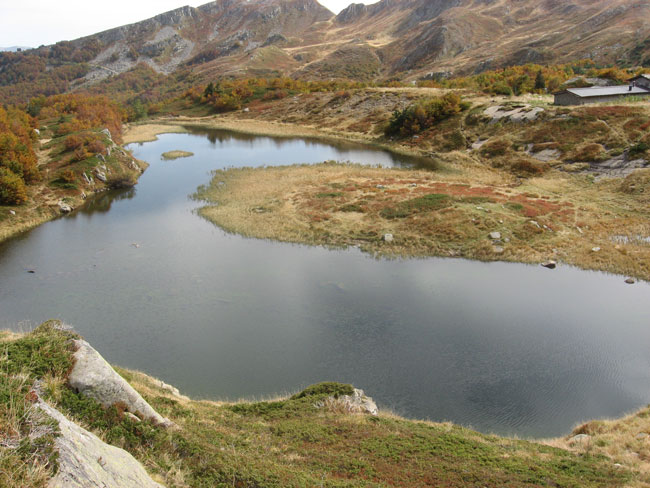
Veduta del Lago Nero dall'Alpe tre potenze
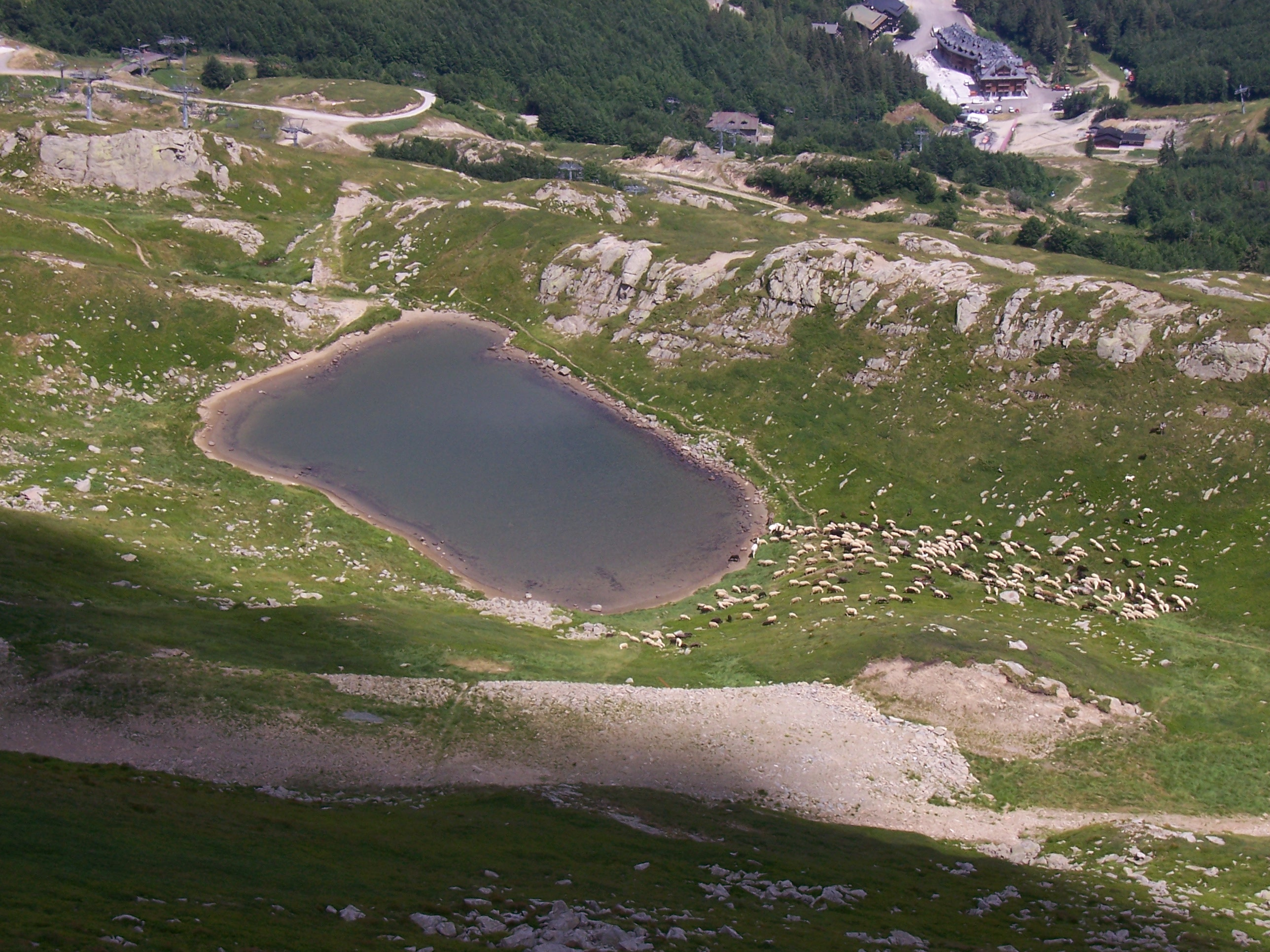
Veduta del Lago Piatto alle pendici dell'Alpe Tre Potenze (Val di Luce, PT)

## Cartografia
- Carta sentieri e rifugi 1:25.000 n. 15/18, Multigraphic, Firenze